# Teatro de Ostia

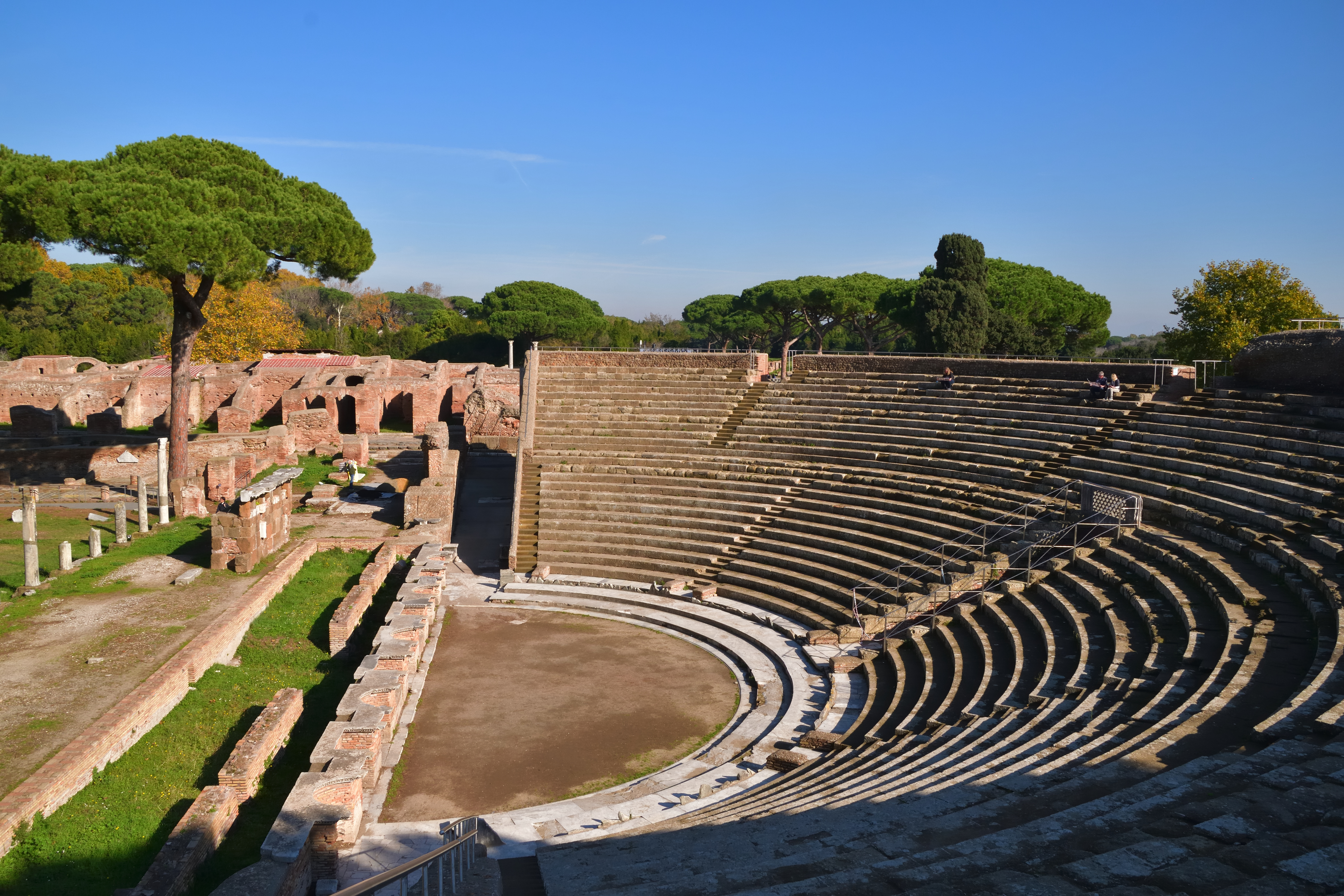
El teatro de Ostia.

El teatro romano de Ostia, en Italia, fue construido en época de Augusto, en el siglo I a. C., y remodelado a finales del siglo II. Fue levantado en una zona que durante la etapa republicana había sido utilizada públicamente por el pretor urbano de Roma a lo largo del río Tíber, al este de las murallas del castrum republicano. En el período augusteo el edificio tuvo capacidad para 3000 espectadores, que llegaron a ser 4000 tras su remodelación.

## Historia

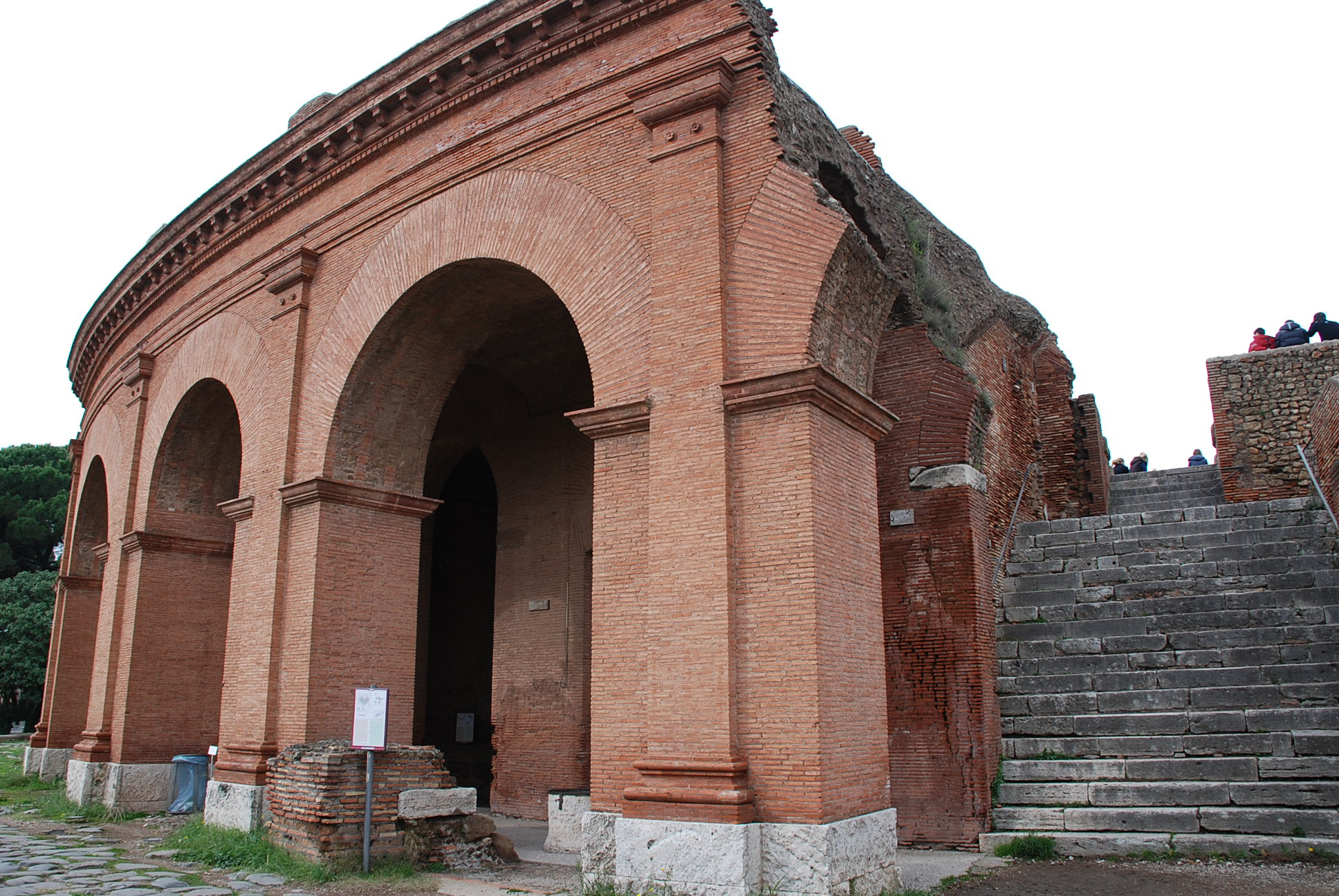
Fachada del teatro junto al decumanus maximus.

Fue construido entre los años 19 y 12 a. C. por patronazgo de Marco Vipsanio Agripa, amigo y yerno del emperador Augusto, tal y como se puede leer en los fragmentos de la inscripción dedicatoria de la primera fase encontrada en la excavación. Se erigió empleando opus reticulatum (ladrillos romboidales) y opus quadratum (sillares regulares) de toba volcánica en su pórtico y fachada. Se hallaba junto a la plazoleta de las Corporaciones, que quedaba detrás de la escena.
Tiempo después, sufrió alteraciones en la escena, que fue reconstruida con mayor altura hacia mediados del siglo I d. C. y luego en época de Adriano (primera mitad del siglo II d. C.). A finales del siglo II fue nuevamente restaurado y ampliado con ladrillo. Otros fragmentos de una segunda inscripción hallada en el proscenio, fechada en 196 d. C., atribuyen la reconstrucción a Septimio Severo y Caracalla, aunque los sellos de los ladrillos indican que las obras habían comenzando reinando Cómodo.
Hacia el ocaso del siglo IV el teatro lo remodeló el prefecto del aprovisionamiento (Præfectus annonæ) Ragonio Vincenzio Celsio, que construyó un sistema hidráulico que permitía inundar la orchestra y realizar espectáculos acuáticos en esa zona. Entre finales del siglo V e inicios del VI los arcos del primer orden fueron tapiados para transformar el teatro en una fortaleza defensiva. 
El edificio fue excavado desde 1880 hasta comienzos del siglo XX, y en 1927 fue sometido a una profunda restauración. En la actualidad acoge espectáculos teatrales y actuaciones.

## Galería de imágenes

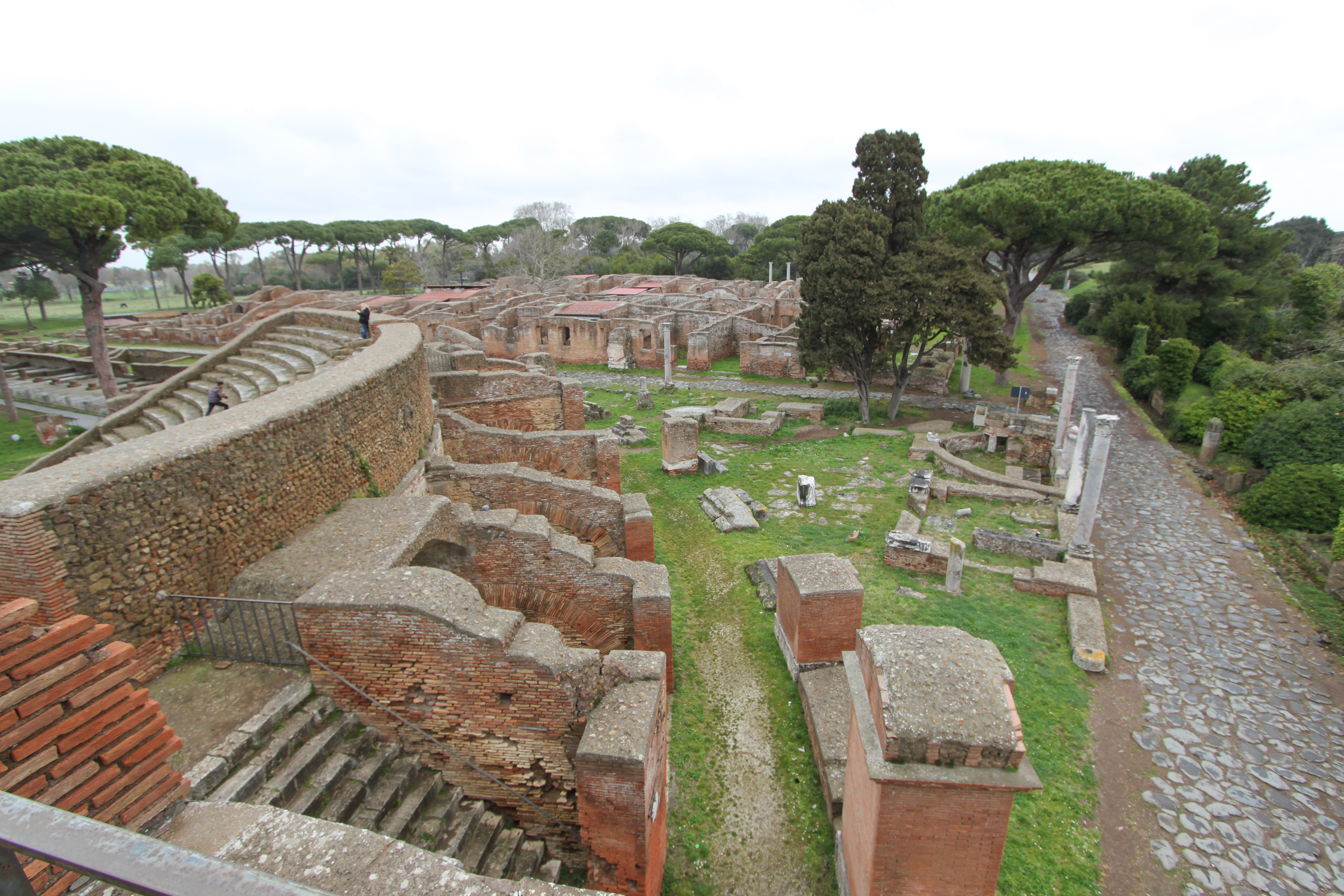
Cimientos de la cávea.
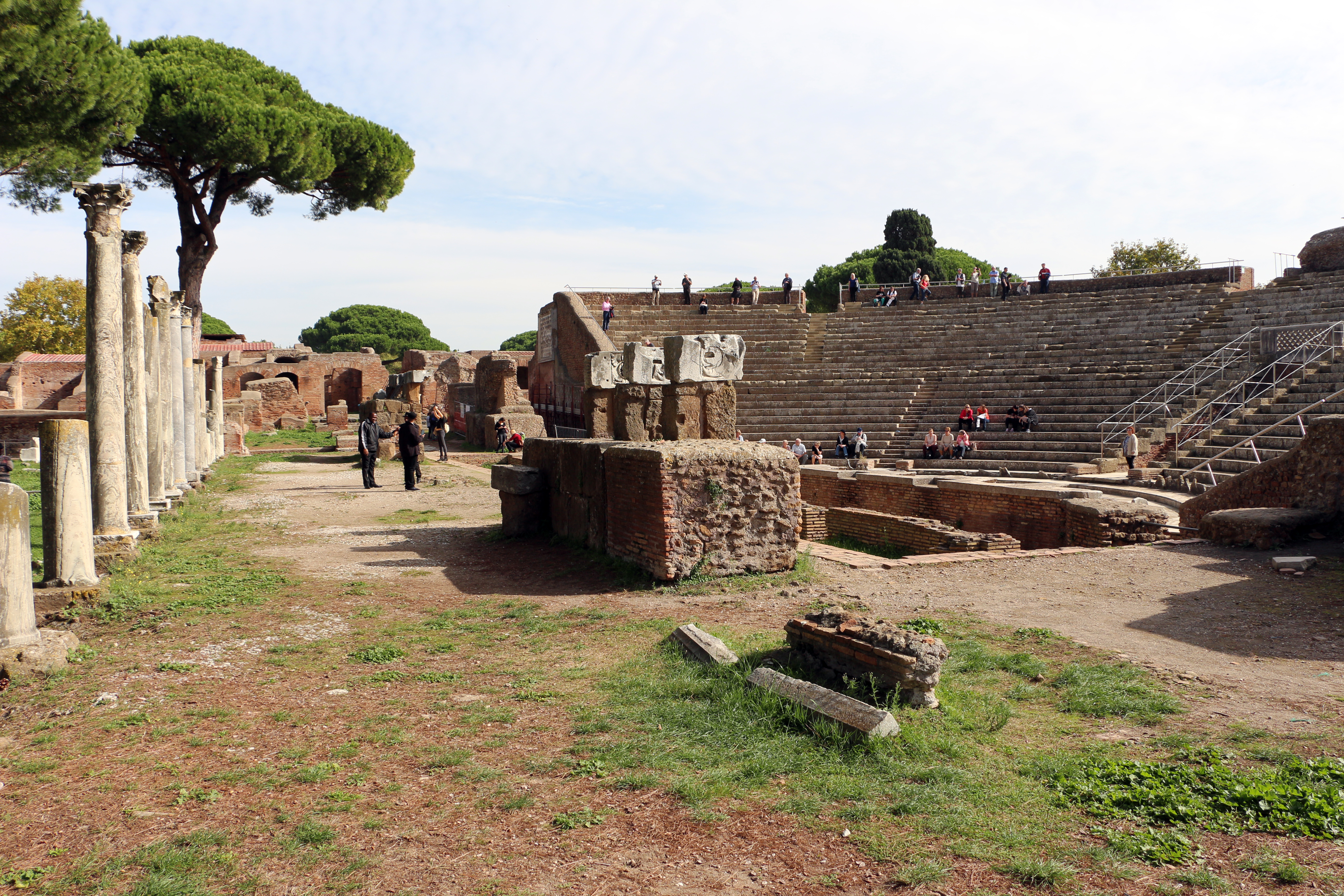
La escena, casi desaparecida.
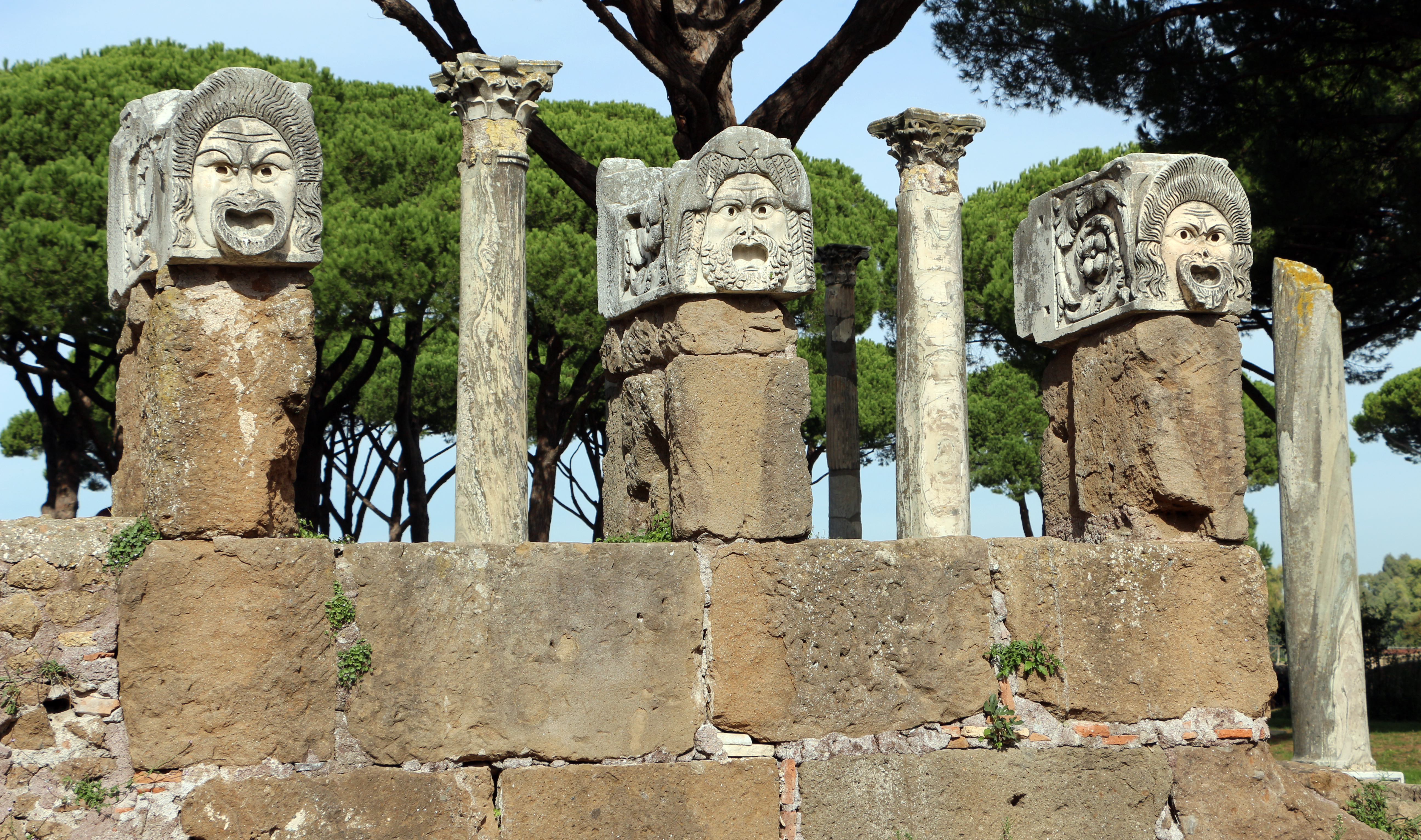
Relieves de máscaras teatrales en la escena.
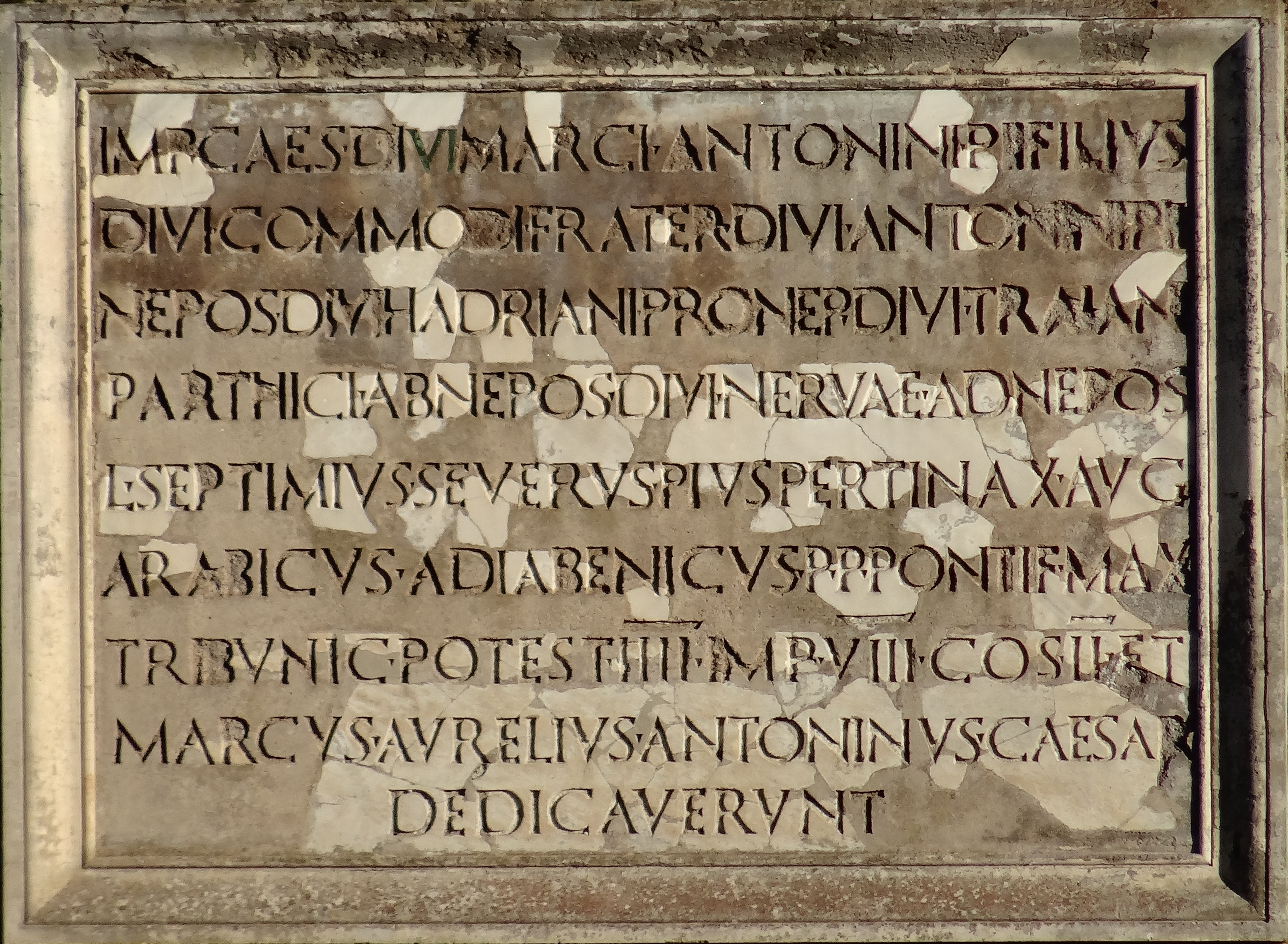
Dedicatoria de la reconstrucción de Septimio Severo y Caracalla.
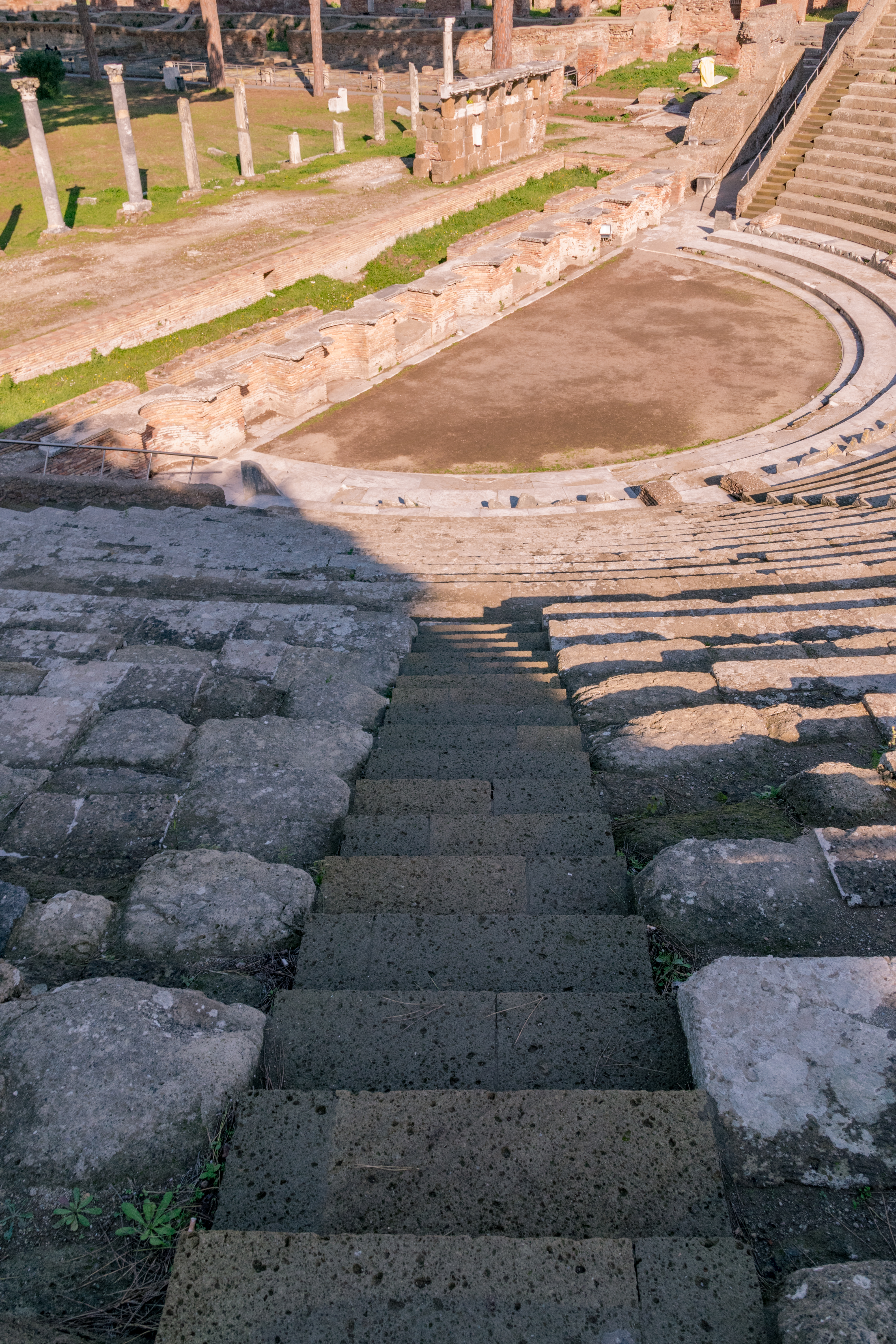
Escalera de la cávea.